# شقران ليموني
شقران ليموني (الاسم العلمي: Puccinia citrina) هو نوع من الفطريات يتبع جنس الشقران من الفصيلة الشقرانية.